# Pavao I. Gregorijanec
Pavao I. Gregorijanec (lat. Paulus de Gregoryancz), hrvatski velikaš, kanonik i vikar Zagrebačke biskupije te zagrebački biskup (kao Pavao II.) iz hrvatske velikaške obitelji Gregorijanec.
Bio je sin literata Jurja od Poljane i brat hrvatskog podbana Ambroza Gregorijanca. Završio je teološki studij, nakon čega je doktorirao crkveno pravo. Godine 1540. obavljao je dužnost kanonika lektora u Zagrebačkoj biskupiji, dok se četiri godine kasnije spominje kao vikar zagrebačkog biskupa Nikole Olaha, u čije ime je upravljao biskupijom za vrijeme biskupove odsutnosti.
Godine 1549. doputovao je na sabor u Požun, na poziv kralja Ferdinanda I., da s ostalim učenjacima uredi državne zakone (decreta regni) te dopuni i ispravi Verbőczyjev Tripartit. U Požunu je djelovao kao požunski kanonik, a potom ga je tadašnji egerski biskup Nikola Olah imenovao egerskim kanonikom.
Dana 4. srpnja 1550. godine, kralj Ferdinand I. ga je imenovao zagrebačkim biskup, a papa Julije III. ga je potvrdio u Rimu, gdje je 20. srpnja bio posvećen za biskupa. Godine 1554. bio je premješten na dužnost győrskog biskupa, a 1565. godine je bio imenovan naslovnim kaločkim nadbiskupom.

## Djela
Napisao je dva povijesno-geografska djela koja su bila objavljena nakon njegove smrti. Prvo je Mnemosynon u kojem je opisao povijest ugarskih biskupija te Zagrebačke, Srijemske, Bosanske, Kninske, Modruške i Senjske biskupije, a pisao je i o najvišim državnim častima i naveo imena dužnosnika. U drugom djelu naziva Breviarium donio je kratku povijest Ugarske od najstarijih vremena, a potom dao podatke za pojedine zemlje, uključujući i Slavoniju.

## Vanjske poveznice
- Pavao (I.) Gregorijanec – Hrvatski biografski leksikon